# Eupithecia inepta
Eupithecia inepta es una especie de polilla de la familia Geometridae. La especie fue descrita por primera vez por Louis Beethoven Prout en 1922 con distribución endémica del archipiélago Juan Fernández de Chile.
El hábitat está constituido por la zonas de la ecorregión bosque valdiviano.
La longitud de las alas anteriores es de aproximadamente 11 milímetros (0,4 plg) para las hembras. Se han registrado adultos en vuelo en marzo.

## Taxonomía
Tiene similitud con otras especies de la región, todos parte del grupo de especies E. propagata, del cual E. inepta inicialmente fue la especie tipo del grupo. Tiene también gran similitud con especies de China, especialmente Eupithecia apta, algunas de las cuales han mal identificado la E. inepta como paratipos y homonimia.: Notas 1 : 377  Estas especies se distinguen una de otra por su morfología genital.